# Neocalyptis ladakhana
Neocalyptis ladakhana es una especie de polilla del género Neocalyptis, categorizada en la tribu Archipini, de la subfamilia Tortricinae.

## Distribución
Se distribuye por India.

## Taxonomía
Fue descrita por Razowski en 2006 y publicada en (Neocalyptis), Acta Zool. Cracov. 49B: 125.